# Daggekkoer
Daggekkoer (Phelsuma) er en slægt af ofte meget farvestrålende, dagaktive gekkoer i familien Gekkonidae. Der kendes ca. 50 nulevende arter, som er udbredt på Madagaskar, Comorerne (inklusive Mayotte), Seychellerne (inklusive Aldabra) og Maskarenerne. En enkelt art (Phelsuma andamanensis) findes på Andamanerne i Den Bengalske Bugt.
Det er små til meget store gekkoer med en totallængde, som varierer fra ca. 6,5 cm til ca. 30 cm. Det er overvejende lettere kompakt byggede øgler. Benene er forholdsvis korte, og yderst er tæerne brede med veludviklede hæfteskiver. Øjnene har runde pupiller; den eneste undtagelse er arten P. guentheri fra Round Island (en) nord for Mauritius, som har lodrette pupiller. Grundfarven er oftest grøn med røde, sorte, gule og/eller blå tegninger. Visse arter er knap så farvestrålende og er klædt i brune og grålige farver.
Som navnet antyder, er daggekkoerne langt overvejende aktive om dagen. Undtagelser er arten P. guentheri, som er dæmringsaktiv, og den nu uddøde P. gigas fra Rodrigues, som formentlig var nataktiv. Det er hovedsagelig klatrende gekkoer, som lever på stammerne af træer og palmer i skove, fra lavlandsregnskov, over bjergskove, til tørre, løvfældende skove. Visse arter vil leve på klipper, hvor der ikke er træer, og arterne P. barbouri og P. malamakibo fra Madagaskar er ligefrem specialiserede i et liv på klippeskråninger. Føden består af insekter og edderkopper, som ofte suppleres af bl.a. frugt og nektar. De største arter vil også æde mindre hvirveldyr, fx andre gekkoer.
Nogle daggekkoer er kulturfølgere og trives nær menneskelig bebyggelse, og bl.a. guldstøvdaggekko (P. laticauda) og stor madagaskardaggekko (P. grandis) optræder visse steder som invasive arter. Andre er derimod stærkt truede, især pga. ødelæggelse af deres levesteder og invasive arter, heriblandt slanger, der æder gekkoerne, eller andre daggekkoer, som er konkurrencemæssigt stærkere.
På grund af deres ofte kraftige farver er daggekkoer populære terrariedyr, og enkelte arter har været opdrættet i fangenskab i mange generationer.